# IPhone 13 Pro
iPhone 13 Pro și iPhone 13 Pro Max sunt smartphone-urile Apple bazate pe procesorul Apple A15 Bionic și sistemul de operare iOS 15. Smartphone-ul a fost introdus pe 14 septembrie 2021 împreună cu modelele iPhone 13 și iPhone 13 mini. Dispozitivele au fost dezvăluite alături de iPhone 13 și iPhone 13 Mini în cadrul unui eveniment special Apple la Apple Park din Cupertino, California, pe 14 septembrie 2021, și au devenit disponibile zece zile mai târziu, pe 24 septembrie. 

## Design
Designul iPhone 13 Pro și iPhone 13 Pro Max este în mare parte neschimbat față de predecesorul său. Cu toate acestea, modulul camerei din spate acoperă acum o suprafață mai mare datorită lentilelor mai mari. Modulul Face ID și camera frontală este acum cu 20% mai mic decât generațiile anterioare.
iPhone 13 Pro și 13 Pro Max sunt disponibile în cinci culori: Silver, Graphite, Gold, Sierra Blue, și Alpine Green. Sierra Blue este o nouă culoare care înlocuiește Pacific Blue.
Pe 8 martie 2022, în cadrul evenimentului special Apple "Peek Performance", Apple a dezvăluit o nouă opțiune de culoare Alpine Green, care a devenit disponibilă pe 18 martie.
| Color | Name         |
| ----- | ------------ |
|       | Silver       |
|       | Graphite     |
|       | Gold         |
|       | Sierra Blue  |
|       | Alpine Green |

## Specificații

### Hardware
iPhone 13 Pro și Pro Max utilizează un procesor A15 Bionic proiectat de Apple, cu 16 nuclee, cpu cu 6 nuclee (cu 2 nuclee de performanță și 4 nuclee de eficiență) și GPU cu 5 nuclee.  A15 Bionic conține, de asemenea, un procesor de imagine de ultimă generație.

### Display
iPhone 13 Pro dispune de un ecran de 6.1 inci de 1170 x 2532 pixeli, iar iPhone 13 Pro Max mai mare dispune de un ecran de 6.7 inci de 1284 x 2778 pixeli. Ambele modele au ecranul Super Retina XDR OLED.

### Baterie
Apple pretinde cu până la 1,5 ore mai multă durată de viață a bateriei pe iPhone 13 Pro decât predecesorul său și cu 2,5 ore mai mult pe 13 Pro Max. Capacitățile nominale sunt de 11,97 Wh (3,095 mAh) pe 13 Pro, în timp ce 13 Pro Max este evaluat la 16,75 Wh (4,352 mAh). Ambele modele se pot încărca cu MagSafe până la 15 W, încărcare wireless Qi de până la 7,5 W și Lightning până la 20-27 W pentru (Pro Max), 20-23 W pentru (Pro).

### Cameră
IPhone 13 Pro dispune de patru camere foto: o cameră frontală și trei camere în spate, inclusiv un teleobiectiv, o cameră wide și ultra-wide. Toate camerele din spate conțin senzori mai mari decât iPhone 12 Pro, permițând o colectare mai mare a luminii. Wide și ultra-wide au, de asemenea, diafragme mai mari pentru a capta mai multă lumină și pentru a crește performanța în lumină scăzută. Teleobiectivul de 77 mm are o diafragmă mai mică decât cea a lui 12 Pro, dar are avantajul de a putea folosi pentru prima dată Night Mode.

### Software
iPhone 13 Pro și iPhone 13 Pro Max sunt preinstalate cu iOS 15 la lansare.